# Getberget (Medelpad)
Getberget är ett 352 meter högt berg beläget direkt norr om E14 mellan Ljungaverk och Fränsta i Ånge kommun. På berget finns en skidbacke med fallhöjden 150 meter och längden 500 meter. Anläggningen har två skidliftar. Getberget uppvisar också en rik flora med ett flertal sällsynta arter.